# Самурай-докоро
Самурай-докоро (яп. 侍所, от «сторожка», «дежурка»; «самурайское управление») — военное ведомство в самурайских правительствах XIII—XVI веках.
1. В XIII—XIV веках ведомство сёгуната Камакура для координации дел вассалов сёгуна — гокэнинов. Основано в 1180 году. Председатель ведомства — бэтто (別当). Первым бэтто стал Вада Ёсимори. Однако впоследствии должность председателя стала передаваться по наследству в роду Ходзё.
2. В XIV—XVI веках ведомство сёгуната Муромати для координации дел вассалов сёгуна — гокэнинов, управление Киото и имущественными делами самураев, кугэ, храмов буддизма и синтоистских святилищ. Управлениям поочерёдно руководили роды Ямана, Акамацу, Иссики и Кёгоку — приближённые сёгуна.